# Feldru
Feldru is een Roemeense gemeente in het district Bistrița-Năsăud.
Feldru telt 7712 inwoners.